# Jean Pierre Zanella
Jean Pierre Zanella (Montreal, Canadá, 27 de dezembro de 1957) é um saxofonista e compositor canadense, cujo estilo incorpora a música popular brasileira, bossa nova e jazz.